# Carsten Sieling
Carsten Günter Erich Sieling (Nienburg, Baja Sajonia, 13 de enero de 1959) es un político alemán del Partido Socialdemócrata (SPD). Desde 2015 hasta 2019 se desempeñó como alcalde del estado federado de Bremen.

## Biografía
Se unió al SPD en 1976. Entre 2004 y 2006 se desempeñó como presidente estatal del SPD en Bremen.
En 1995 fue elegido diputado en el Parlamento de Bremen, siendo presidente de la fracción parlamentaria socialdemócrata a partir de 2005. En 2009 abandonó el Bürgerschaft para convertirse en diputado al Bundestag, después de haber sido elegido directamente en las elecciones federales de 2009. En las elecciones federales de 2013 volvió a ser elegido directamente como diputado al Bundestag.
El 18 de mayo de 2015, tras la renuncia del alcalde de Bremen Jens Böhrnsen, Sieling fue nominado por la dirección estatal del SPD como su sucesor. El 2 de junio, durante un congreso del SPD, Sieling fue nominado oficialmente, siendo elegido con el 97% de los votos de los delegados del congreso.
El 15 de julio, luego de haberse aprobado la coalición SPD/Verdes, Sieling fue elegido nuevo alcalde de Bremen por el Parlamento regional con 46 votos a favor, 33 en contra y 3 abstenciones. Sieling incluso obtuvo dos votos de la oposición.
Tras los decepcionantes resultados del SPD en las elecciones estatales de 2019, Sieling presentó su renuncia al cargo. Fue reemplazado por Andreas Bovenschulte.